# Ходжаев, Акрам Рустамович
Акра́м Руста́мович Ходжа́ев (узб. Akrom Rustamovich Xoʻjayev; 13 января 1927, Коканд, Ферганский округ, Узбекская ССР, СССР — 2009) — советский узбекский хозяйственный, государственный и партийный деятель. Доктор геолого-минералогических наук (1969).

## Биография
Родился в 1927 году в Коканде. Член ВКП(б) с 1950.

### Образование
В 1962 окончил Московский институт нефтехимической и газовой промышленности имени И. М. Губкина.
В 1969 защитил диссертацию на соискание учёной степени доктора геолого-минералогических наук. Тема диссертации: «Особенности геологического строения и перспективы нефтегазоносности Северного борта Ферганской впадины».

### Трудовая деятельность
С 1952 года — на хозяйственной, общественной и политической работе. В 1952—1985 гг. — старший геолог нефтепромысла Южный Аламышик, главный геолог нефтепромысла Ходжаабад объединения «Союзнефть», директор Андижанского нефтепромысла, директор Ферганского нефтекомбината, начальник Управления газовой и нефтяной промышленности СНХ Узбекской ССР, секретарь Андижанского областного комитета КП Узбекистана, 1-й заместитель председателя СНХ Узбекской ССР, 1-й секретарь Андижанского промышленного областного комитета КП Узбекистана, председатель Исполнительного комитета Андижанского областного Совета, председатель СНХ Узбекской ССР, заместитель председателя СМ Узбекской ССР.
Избирался депутатом Верховного Совета Узбекской ССР 6-10-го созыва.
Умер в 2009 году.